# 대방광불화엄경소 권68
대방광불화엄경소 권68(大方廣佛華嚴經疏 卷六十八)은 충청북도 단양군에 있는 려말선초의 목판본 불경이다. 1989년 8월 1일 대한민국의 보물 제1013호로 지정되었다.

## 개요
대방광불화엄경은 줄여서 '화엄경'이라고 부르기도 하며, 부처와 중생이 둘이 아니라 하나라는 것을 중심사상으로 하고 있다. 우리나라에서는 화엄종의 근본경전으로 법화경과 함께 한국 불교사상 확립에 중요한 영향을 끼친 경전이다.
이 책은 화엄경의 내용을 당나라 징관(澄觀)이 풀이하고 송나라 정원(淨源)이 주(註)를 달아 해석한 것이며, 전체 120권 중 권 제68이다. 닥종이에 찍은 목판본으로 병풍처럼 펼쳐서 볼 수 있는 형태이며, 접었을 때의 크기는 세로 32cm, 가로 10.7cm이다. 이 책은 정원이 대각국사 의천에게 보내온 목판에서 찍어낸 것으로 고려시대의 판본으로 여겨진다.
송나라와 고려의 유명한 승려들 사이에 이루어진 교류관계를 확인할 수 있는 귀중한 자료이다.

## 참고 자료
- 대방광불화엄경소 권68 - 국가유산청 국가유산포털